# Pharaphodius robustus
Pharaphodius robustus är en skalbaggsart som beskrevs av Walker 1858. Pharaphodius robustus ingår i släktet Pharaphodius och familjen Aphodiidae. Inga underarter finns listade i Catalogue of Life.